# Liste der Bodendenkmale in Wolfenbüttel
In der Liste der Bodendenkmale in Wolfenbüttel sind die Bodendenkmale der niedersächsischen Gemeinde Wolfenbüttel aufgeführt. Die Quelle ist der Denkmalatlas Niedersachsen.
- Diese Liste erhebt keinen Anspruch auf Vollständigkeit.
- Die Angaben ersetzen nicht die rechtsverbindliche Auskunft der zuständigen Denkmalschutzbehörde.
- Es sind nur Daten aus dem Denkmalatlas verarbeitet.
- Der Stand der Liste ist der 8. Juni 2025.

Wolfenbüttel im Landkreis Wolfenbüttel

## Allgemein
In den Spalten finden sich folgende Informationen des Bodendenkmales:
| Lage         | geographische Koordinaten                                                           |
| Bezeichnung  | Bezeichnung lt. Denkmalatlas                                                        |
| Beschreibung | Beschreibung lt. Denkmalatlas                                                       |
| ID           | Objekt-ID                                                                           |
| Bild         | Bild, ggf. zusätzlich mit Link zu weiteren Fotos im Medienarchiv Wikimedia Commons. |

## Adersheim
| Lage                        | Bezeichnung        | Beschreibung | ID       | Bild |
| --------------------------- | ------------------ | --- | -------- | ---- |
| 52° 8′ 40″ N, 10° 27′ 51″ O | Adersheim 1, Motte | Annähernd quadratische, oben flache Bodenerhöhung von ca. 25 m Seitenlänge und knapp 2 m H. Von ca. 2 m breiten Wassergraben umgeben. Die nur in Spuren erhaltene Burganlage wird dem nach dem Ort benannten Adelsgeschlecht von Adersheim (1218/18–1351) zugewiesen. Schriftlich ist lediglich aus dem Jahr 1403 der Burghof überliefert. Er war herzogliches Lehen an die Herren von Salder, die ihn 1430 an das Cyriakusstift in Braunschweig verpfändeten. Dieses teilte ihn 1542 und 1566 auf zwei Meierhöfe auf. Die Besitzer der nördlich und östlich an den Mottenhügel angrenzenden Höfe wurden noch um 1800 „Burgmeier“ genannt. Der Burghügel wird bereits 1584 beschrieben. | 28954155 | BW   |

## Fümmelse
| Lage                       | Bezeichnung            | Beschreibung | ID       | Bild |
| -------------------------- | ---------------------- | --- | -------- | ---- |
| 52° 9′ 45″ N, 10° 29′ 5″ O | Fümmelse 1, Kreuzstein | Steinkreuz aus Kalkstein. H. (soweit sichtbar) 90 cm, Br. 51 cm, T. 18 cm. Das Kreuz verbreitert sich zur Basis hin allmählich. | 28954162 | BW   |

## Groß Stöckheim
| Lage                         | Bezeichnung                 | Beschreibung | ID       | Bild |
| ---------------------------- | --------------------------- | --- | -------- | ---- |
| 52° 10′ 34″ N, 10° 31′ 10″ O | Groß Stöckheim 1, Grabhügel | Durchmesser ca. 18 m und Höhe ca. 2,8 m. Tumulus. Rund, sehr gewölbt. Kuppe leicht abgeflacht. Westl. Hügelböschung durch Schuppen überbaut bzw. angeschnitten. Im NO flache Erdentnahme mit seitlicher Ablagerung. | 28954168 | BW   |
| 52° 10′ 23″ N, 10° 31′ 17″ O | Groß Stöckheim 2, Grabhügel | Größe ca. 14 × 7 m und Höhe ca. 0,8 m. Wohl gestörtl, jetzt oval, O-W orientiert. Hoch gewölbt, Kuppe abgeflacht. Eine Grabung im Jahr 1974 erbrachte tw. mittelalterliche, tw. urgeschichtliche Funde.             | 28954164 | BW   |

## Halchter
| Lage                        | Bezeichnung                    | Beschreibung | ID       | Bild |
| --------------------------- | ------------------------------ | --- | -------- | ---- |
| 52° 7′ 41″ N, 10° 32′ 0″ O  | Halchter 1, Landwehr           | Gut erhaltener O-W verlaufender Landwehrrest der Stadt Wolfenbüttel mit Wall und Graben und einem an der südl. Grabenseite vorgelagerten schwachen Wall. L. ca. 210 m, Br. 14,5 m. Höhenunterschied von Wall und Graben 1,85 m. Im O durch Feldweg angeschnitten, im W unregelmäßig auslaufend. - Teilstück ID: 37040602 | 28926531 | BW   |
| 52° 7′ 47″ N, 10° 31′ 57″ O | Halchter 2, Landwehr           | Stark ausgebildeter Landwehrteil mit Wall und Graben in N-S Ausrichtung. Der Graben ist an der westl. Seite vorgelagert. L. ca. 220 m; Br. 17,5 m. Höhenunterschied von Wall und Graben 1,6 m. Überwiegend gut erhaltenes Profil. Im mittleren Bereich durch Waldweg auf ca. 8 m unterbrochenem Wall durch vereinzelten Windfall leicht gestört. Im N an Feldweg endend. Die Landwehrabschnitte dürften in diesem Bereich aufeinander gestoßen sein und das Territorium der Stadt Wolfenbüttel nach W und S abgeriegelt haben. - Teilstück ID: 37039827   | 28926532 | BW   |
| 52° 8′ 36″ N, 10° 31′ 12″ O | Halchter 3, Wald(h)auerschanze | Vierseitige sternförmige Schanze mit pfeilartig ausgezogenenSpitzen (ca. 125 × 125 m). Obertägig vollständig planiert, keine Graben- bzw. Wallreste erkennbar. Gehört zur frühneuzeitlichen Stadtbefestigung von Wolfenbüttel. Die Form der Anlage entspricht den Schanzen „Fort Louis“ im Osten und „Fort Antoine“ im Norden. Alle drei Anlagen bilden die Eckpunkte eines gleichschenkeligen Dreiecks, mit einer Seitenlänge von 3,5 bis 3,6 km, in dessen Mitte die Festung Wolfenbüttel liegt. Sie ist in einem Belagerungsplan von 1641 verzeichnet. | 28948821 | BW   |

## Leinde
| Lage                       | Bezeichnung        | Beschreibung | ID       | Bild |
| -------------------------- | ------------------ | --- | -------- | ---- |
| 52° 8′ 3″ N, 10° 27′ 24″ O | Leinde 5, Landwehr | Verläuft auf der nördl. Gemarkungsgrenze, teilweise entlang des Brückenbaches, nördlich bis nordöstlich von Leinde. Laut der Karte des Landes Braunschweig im 18. Jh., Blatt 3828, begann die Landwehr etwa 4,5 km nordwestlich von Leinde in der Gemarkung Bleckenstedt (Stadt Salzgitter). Name auf alten Flurkarten: „Land-Wehre“. - Teilstück ID: 37019904 | 28975147 | BW   |

## Salzdahlum
| Lage                        | Bezeichnung           | Beschreibung | ID       | Bild           |
| --------------------------- | --------------------- | --- | -------- | -------------- |
| 52° 11′ 35″ N, 10° 35′ 1″ O | Salzdahlum 1, Schloss | Ehem. Barockschloss mit Parkanlage; erbaut 1689–1694. Nach 1813 abgebrochen. Die Reste der Anlagen, soweit sie sich unter der Oberfläche befinden, sind erhalten und können als frühneuzeitl. Bodendenkmal angesprochen werden. Am S-Rand noch 2 Erhöhungen von 30 × 40 m Dm. und ca. 0,4 m H. | 28954268 | Weitere Bilder |

## Wendessen
| Lage                        | Bezeichnung             | Beschreibung | ID       | Bild |
| --------------------------- | ----------------------- | --- | -------- | ---- |
| 52° 9′ 25″ N, 10° 34′ 5″ O  | Wendessen 1, Schanze    | Alter Name: „Fort Louis“ (vgl. Karte des Landes BS im 18. Jh.). W-Teil in der Gmkg. Linden, O-Teil in der Gmkg. Wendessen gelegen. Nach Eintrag in Karte Ld. BS 18. Jh. sternförmige Schanze mit 4 Zacken. Diagonalmaß ca. 250 m, Seitenlänge ca. 170 m. Heute durch Abraumhalde vollständig überkippt. Wohl (früh) neuzeitlich. Teil des aus mehreren Schanzen bestehenden äußeren Befestigungsringes von Wolfenbüttel.                                                                                             | 28954519 | BW   |
| 52° 9′ 23″ N, 10° 35′ 27″ O | Wendessen 2, Kreuzstein | Steinkreuz aus Kalkstein. H. 30 cm, Br. 54 cm, T. 27 cm. In Gehwegpflaster eingelassen, sichtbar nur ein plattenförmiges Teilstück (lt. Lit. das Mittelstück mit den Querarmen). Einst stand dort noch ein zweites, heute verschollenes Steinkreuz, das noch 1904 „...seit vielen Jahren unbeachtet abseits im Grase ...“ lag. Ein Bericht von 1779 beschreibt zwei Steinmale, die an der Nordseite des Dorfes auf einem kleinen Nord-Süd-orientierten Hügel stehen. Ihre Gestalt sei nicht kreuz- sondern T-förmig. | 28954538 | BW   |

## Wolfenbüttel
| Lage                        | Bezeichnung                           | Beschreibung | ID       | Bild |
| --------------------------- | ------------------------------------- | --- | -------- | ---- |
| 52° 9′ 58″ N, 10° 32′ 19″ O | Wolfenbüttel 1, Stadtwall             | Der Stadtwall ist Teil einer umfangreichen Stadtbefestigung (vgl. die innerhalb gelegenen Bastionen). Zu der westl. angrenzenden „Dammfestung“ mit Schloss gehört die Bastion Lindenberg. Weiter außerhalb war die Stadt von einem Ring von Schanzen umgeben. - Teilstück ID: 37646460 - Teilstück ID: 37646476 - Teilstück ID: 37646511 - Teilstück ID: 37646828 | 28953567 | BW   |
| 52° 9′ 32″ N, 10° 32′ 26″ O | Wolfenbüttel 2, Bastion Karlsberg     | Teil des südl. Befestigungsgürtels der Heinrichstadt. Im Rahmen des Neubauunternehmens „Altes Kaffeehaus“ wurden im Oktober/November 1991 Entsorgungskomplexe des 16./17. Jhs. durch H. Rötting vom IfD (Außenstelle BS) untersucht. Es konnten weiterhin Mauerzüge des 19. und frühen 20. Jhs. dokumentiert werden. | 28954516 | BW   |
| 52° 9′ 39″ N, 10° 32′ 34″ O | Wolfenbüttel 3, Bastion Corneliusberg | Langgezogene Erderhöhung, etwa SW-NO orientiert. Vermutlich das „Corneliusbollwerk“. Die Kuppe des heutigen Garnisionsberges liegt 11 m über dem Niveau des Stadtgrabenwasserspiegels. Fertigstellung des Bollwerks 1655. Erbaut durch Cornelius von den Busch, um die aus strategischer Sicht geschwächte Ostflanke der Festung zu schützen. | 28954641 | BW   |
| 52° 9′ 57″ N, 10° 32′ 19″ O | Wolfenbüttel 4, Bastion Joachimsberg  | Teil der ehem. Stadtbefestigung. Auffallende winkelförmige Bodenerhöhung. | 28954646 | BW   |
| 52° 9′ 40″ N, 10° 31′ 49″ O | Wolfenbüttel 5, Bastion Lindenberg    | Teil der ehem. „Dammfestung“ aus dem 16. Jh. Auffallende Bodenerhöhung mit Auffahrt im O vom Schulwall. Bei der Schleifung der Bastion im 19. Jh. wurde nur die Spitze abgetragen, das Bastionsinnere blieb weitgehend erhalten. Von außen sichtbar ist der erst nach dem Abbruch der Festungsanlagen eingebaute, mit einem Eisengitter verschlossene Eingang am westlichen Fuß des Villenhügels. Dahinter schließt sich ein gut erhaltenes etwa 24 m langes und 2,7 m hohes gemauertes Gewölbe an, welches im südöstlichen Teil einen im 2. Weltkrieg eingebauten Luftschacht nach oben besitzt. Unter der Auffahrtsrampe zur Villa ist ansatzweise ein Doppelgewölbe zu erkennen. | 28954647 | BW   |
| 52° 9′ 18″ N, 10° 31′ 10″ O | Wolfenbüttel 6, Weiße Schanze         | Teil des äußeren, aus mehreren Schanzen bestehenden Befestigungsringes um die Stadt Wolfenbüttel. Wall und Graben z.T. gut erhalten. Im NW-Teil des Grabens 2,70 m; H. der Wallkrone über der Grabensohle bis zu 9,50 m; Wall-Graben-Br. bis zu 38 m. Nach Eintrag in Karte des Landes BS im 18. Jh. rechteckige, zur Stadt hin offene Schanze mit einer sternförmigen Seite mit 3 Zacken, auf der von der Stadt abgewandten Seite. L. (SW-NO) ca. 240 m; Br. (NW-SO) ca. 80 m. Wohl 1542 „von den Schmalkaldischen“ bei der Belagerung Wolfenbüttels errichtet. Im 18. Jh. Außenfort der Festung Wolfenbüttel.                                                                     | 28954648 | BW   |
| 52° 10′ 0″ N, 10° 30′ 52″ O | Wolfenbüttel 7, Schützenschanze       | Teil der äußeren, aus mehreren Schanzen bestehenden Befestigungsanlage um die Stadt Wolfenbüttel. 1762. Rechteckig mit vorgelagerten Bastionen. Maße ca. 70 – 120 m. Erhalten sind die (spitzwinklige) NW-Ecke der Anlage sowie Wallstücke parallel zur Gemarkungs-Grenze nach Groß-Stöckheim. | 28954657 | BW   |
| 52° 9′ 51″ N, 10° 31′ 40″ O | Wolfenbüttel 16, Bastion Mühlenberg   | Bei Ausschachtungsarbeiten für die neue Feuerwache wurden 1986 auf ca. 50 m L. Teile der Basismauer der Mühlenberg-Bastion entdeckt. Es handelt sich um Kalkstein-Mauerwerk von noch über 4 m H. und von über 2 m St., dessen Außenseite mit Sandstein-Quadern verblendet ist. Darunter ein ca. 50 m hoher Kerbstein mit vierblättrigem Blütenornament. Aufgrund des Kerbsteins im Stil der Weser-Renaissance ist eine Erbauung kurz vor oder nach 1600 anzunehmen. | 28954293 | BW   |